# 11. vestlige længdekreds
Den 11. vestlige længdekreds (eller 11 grader vestlig længde) er en længdekreds, der ligger 11 grader vest for nulmeridianen. Den løber gennem Ishavet, Atlanterhavet, Afrika, det Sydlige Ishav og Antarktis.